# Saribia fiana
Saribia fiana är en fjärilsart som beskrevs av Riley 1932. Saribia fiana ingår i släktet Saribia och familjen Riodinidae. Inga underarter finns listade.